# Паскаль-Фірмін Ндіміра
Паскаль-Фірмін Ндіміра (нар. 9 квітня 1956) — політичний діяч Бурунді, глава уряду країни з 13 червня 1994 до 12 липня 1998 року, після чого посаду було ліквідовано.
Є етнічним хуту з провінції Нгозі, член партії Союз за національний прогрес (UPRONA).